# Emmanuel Olisadebe
Emmanuel Olisadebe (uitspraak: [ɛmaˈnuɛl olisaˈdɛbɛ]) (Warri, 22 december 1978) is een in Nigeria geboren Pools profvoetballer.

## Clubcarrière
Olisadebe maakte op veertienjarige leeftijd zijn debuut in het eerste elftal van Jasper United in de hoogste divisie van het Nigeriaanse voetbal. Hij kwam meteen tot 32 wedstrijden en scoorde dertien keer. Het jaar erop speelde hij echter maar acht wedstrijden en op zestienjarige leeftijd besloot hij richting Polen te vertrekken.
In zijn derde jaar bij Polonia Warschau was hij de drijvende kracht in het elftal dat in 2000 de nationale titel pakte. Olisadebe's kwaliteiten waren niet alleen doelpunten maken, maar ook om zijn fysieke gesteldheid werd hij geprezen. De Poolse bondscoach Jerzy Engel zag in Olisadebe de oplossing voor het probleem in de aanval en contacteerde hem over een eventuele naturalisatie.
Olisadebe stond positief tegenover een naturalisatie en verkreeg in juli 2000 het Poolse staatsburgerschap. Een maand later maakte hij zijn debuut in de WK kwalificatiewedstrijd tegen Roemenië. Olisadebe trof meteen doel en leidde vervolgens in de wedstrijden daarna de Poolse ploeg richting het Wereldkampioenschap voetbal 2002.
Polonia Warschau leende Olisadebe vervolgens anderhalf seizoen uit aan Panathinaikos FC, waar hij door een blessure niet al te veel aan spelen toe kwam. Hij was wel op tijd fit voor het WK, maar kon daarin samen met zijn teamgenoten geen rol van betekenis spelen en Polen kon na de groepsfase naar huis. Inmiddels was ondanks het kleine aantal wedstrijden dat Olisadebe voor Panathinaikos gespeeld had de Griekse club wel overtuigd van zijn kwaliteiten en zodoende kochten ze hem van Polonia Warschau. In de jaren daaropvolgend liet hij onder andere in de UEFA Champions League regelmatig zijn kunsten zien, maar door steeds terugkerende blessures kwam hij niet veel aan spelen toe.
In de winterstop van 2005/2006 maakte Olisadebe de overstap van Panathinaikos naar Portsmouth FC in Engeland.

## Clubstatistieken
| seizoen                  | club                     | land                     | competitie           | duels | goals |
| ------------------------ | ------------------------ | ------------------------ | -------------------- | ----- | ----- |
| 1995/96                  | Jasper United            | Vlag van Nigeria         | National League      | 32    | 13    |
| 1996/97                  | Jasper United            | Vlag van Nigeria         | National League      | 8     | 3     |
| 1997/98                  | Polonia Warschau         | Vlag van Polen           | Ekstraklasa          | 13    | 1     |
| 1998/99                  | Polonia Warschau         | Vlag van Polen           | Ekstraklasa          | 16    | 4     |
| 1999/00                  | Polonia Warschau         | Vlag van Polen           | Ekstraklasa          | 24    | 12    |
| 2000/01                  | Polonia Warschau         | Vlag van Polen           | Ekstraklasa          | 13    | 3     |
| 2000/01                  | Panathinaikos FC         | Vlag van Griekenland     | A Division           | 8     | 4     |
| 2001/02                  | Panathinaikos FC         | Vlag van Griekenland     | A Division           | 18    | 9     |
| 2002/03                  | Panathinaikos FC         | Vlag van Griekenland     | A Division           | 19    | 8     |
| 2003/04                  | Panathinaikos FC         | Vlag van Griekenland     | A Division           | 9     | 3     |
| 2004/05                  | Panathinaikos FC         | Vlag van Griekenland     | A Division           | 13    | 0     |
| 2005/06                  | Panathinaikos FC         | Vlag van Griekenland     | A Division           | 6     | 0     |
| 2005/06                  | Portsmouth FC            | Vlag van Engeland        | Premier League       | 2     | 0     |
| 2006/07                  | Skoda Xanthi             | Vlag van Griekenland     | A Division           | 5     | 0     |
| 2007/08                  | APOP Kinyras Peyias FC   | Vlag van Cyprus          | A Division           | 17    | 6     |
| 2008                     | Henan Construction       | Vlag van China           | Chinese Super League | 26    | 12    |
| 2009                     | Henan Construction       | Vlag van China           | Chinese Super League | 18    | 10    |
| 2010                     | Henan Construction       | Vlag van China           | Chinese Super League | 19    | 2     |
| 2011-2012                | Vyzas F.C.               | Vlag van Griekenland     | Beta Ethniki         | 0     | 0     |
| 2012                     | PAE Veria                | Vlag van Griekenland     | Beta Ethniki         | 9     | 1     |
| Bijgewerkt 31 maart 2013 | Bijgewerkt 31 maart 2013 | Bijgewerkt 31 maart 2013 | Totaal               |       |       |

## Interlandcarrière
| Interlands van Emmanuel Olisadebe voor Polen | Interlands van Emmanuel Olisadebe voor Polen | Interlands van Emmanuel Olisadebe voor Polen | Interlands van Emmanuel Olisadebe voor Polen | Interlands van Emmanuel Olisadebe voor Polen | Interlands van Emmanuel Olisadebe voor Polen |
| №                                            | Datum                                        | Wedstrijd                                    | Uitslag                                      | Competitie                                   | Goals                                        |
| -------------------------------------------- | -------------------------------------------- | -------------------------------------------- | -------------------------------------------- | -------------------------------------------- | -------------------------------------------- |
| 1                                            | 16.08.2000                                   | Roemenië – Polen                             | 1–1                                          | Vriendschappelijk                            | Goal                                         |
| 2                                            | 02.09.2000                                   | Oekraïne – Polen                             | 1–3                                          | WK-kwalificatie                              | Goal · Goal                                  |
| 3                                            | 07.10.2000                                   | Polen – Wit-Rusland                          | 3–1                                          | WK-kwalificatie                              |                                              |
| 4                                            | 11.10.2000                                   | Polen – Wales                                | 0–0                                          | WK-kwalificatie                              |                                              |
| 5                                            | 15.11.2000                                   | Polen – IJsland                              | 1–0                                          | Vriendschappelijk                            |                                              |
| 6                                            | 28.02.2001                                   | Polen – Zwitserland                          | 4–0                                          | Vriendschappelijk                            | Goal                                         |
| 7                                            | 24.03.2001                                   | Noorwegen – Polen                            | 2–3                                          | WK-kwalificatie                              | Goal · Goal                                  |
| 8                                            | 28.03.2001                                   | Polen – Armenië                              | 4–0                                          | WK-kwalificatie                              | Goal                                         |
| 9                                            | 02.06.2001                                   | Wales – Polen                                | 1–2                                          | WK-kwalificatie                              | Goal                                         |
| 10                                           | 01.09.2001                                   | Polen – Noorwegen                            | 3–0                                          | WK-kwalificatie                              | Goal                                         |
| 11                                           | 05.09.2001                                   | Wit-Rusland – Polen                          | 4–1                                          | WK-kwalificatie                              |                                              |
| 12                                           | 06.10.2001                                   | Polen – Oekraïne                             | 1–1                                          | WK-kwalificatie                              | Goal                                         |
| 13                                           | 14.11.2001                                   | Polen – Kameroen                             | 0–0                                          | Vriendschappelijk                            |                                              |
| 14                                           | 13.02.2002                                   | Noord-Ierland – Polen                        | 1–4                                          | Vriendschappelijk                            |                                              |
| 15                                           | 27.03.2002                                   | Polen – Japan                                | 0–2                                          | Vriendschappelijk                            |                                              |
| 16                                           | 18.05.2002                                   | Polen – Estland                              | 1–0                                          | Vriendschappelijk                            |                                              |
| 17                                           | 04.06.2002                                   | Zuid-Korea – Polen                           | 2–0                                          | WK-eindronde                                 |                                              |
| 18                                           | 10.06.2002                                   | Polen – Portugal                             | 0–4                                          | WK-eindronde                                 |                                              |
| 19                                           | 14.06.2002                                   | Verenigde Staten – Polen                     | 1–3                                          | WK-eindronde                                 | Goal                                         |
| 20                                           | 07.09.2002                                   | San Marino – Polen                           | 0–2                                          | EK-kwalificatie                              |                                              |
| 21                                           | 20.11.2002                                   | Denemarken – Polen                           | 2–0                                          | Vriendschappelijk                            |                                              |
| 22                                           | 12.02.2003                                   | Kroatië – Polen                              | 0–0                                          | Vriendschappelijk                            |                                              |
| 23                                           | 29.03.2003                                   | Polen – Hongarije                            | 0–0                                          | EK-kwalificatie                              |                                              |
| 24                                           | 02.04.2003                                   | Polen – San Marino                           | 5–0                                          | EK-kwalificatie                              |                                              |
| 25                                           | 28.04.2004                                   | Polen – Ierland                              | 0–0                                          | Vriendschappelijk                            |                                              |

## Erelijst
- Ekstraklasa

2000
- Puchar Ligi

2000
- Puchar Polski

2001
- Pools voetballer van het jaar

2001
- Super League Griekenland

2004
- Griekse voetbalbeker

2004